# Daewoo Tico
Daewoo Tico – samochód osobowy klasy miejskiej produkowany pod południowokoreańską marką Daewoo w latach 1991–2001.

## Historia i opis modelu

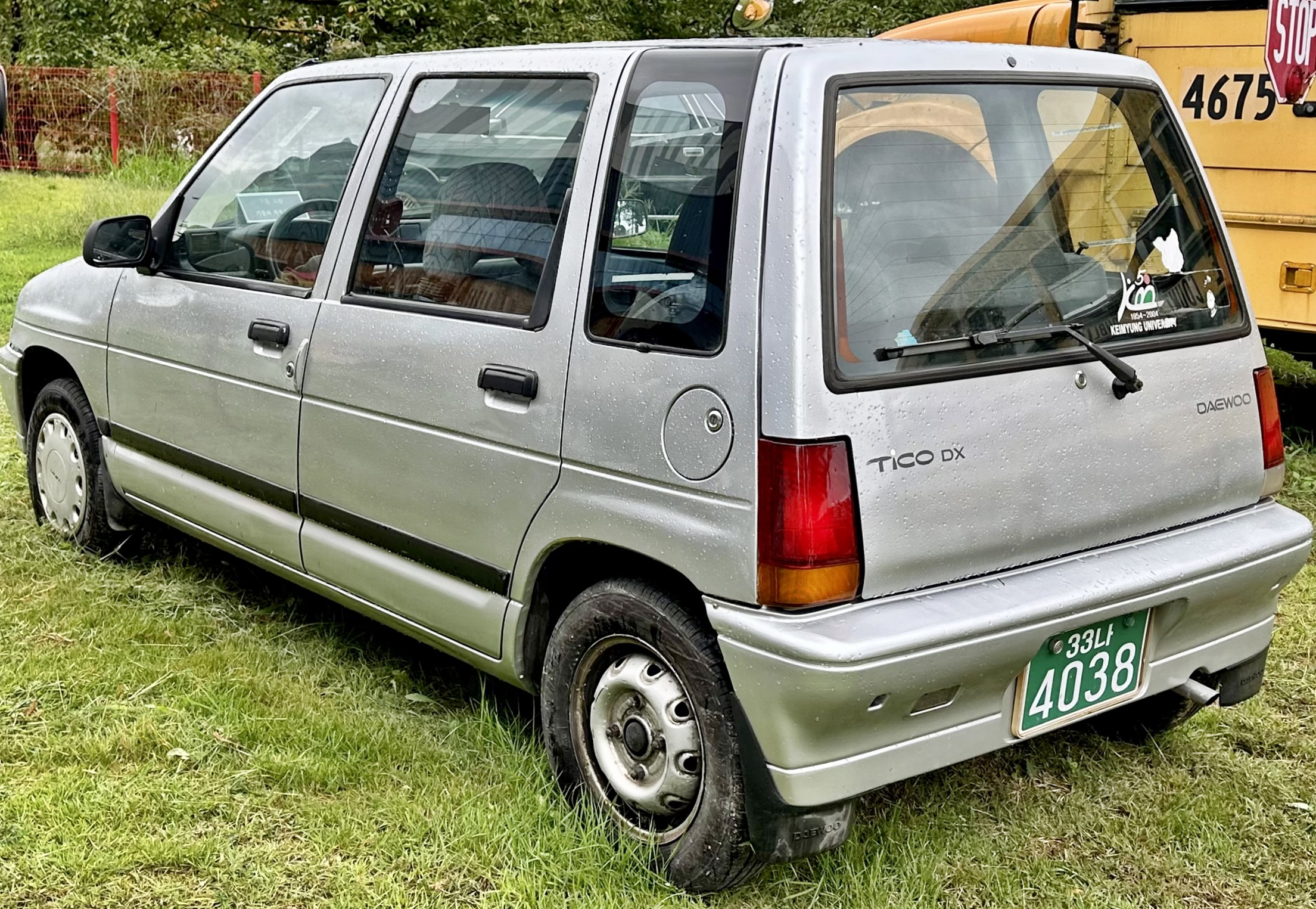
Daewoo Tico – tył

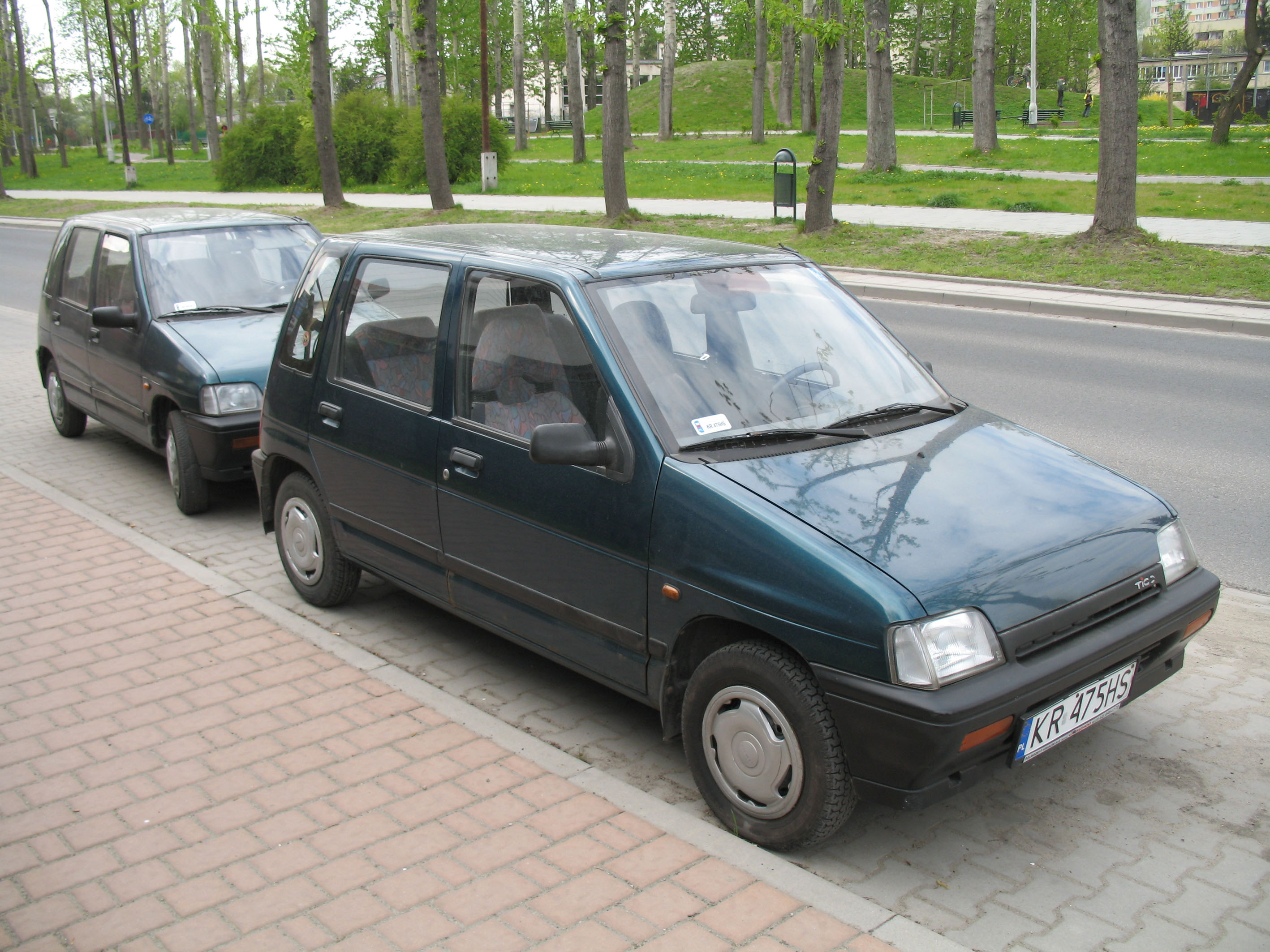
Daewoo Tico SX z nielakierowanymi zderzakami

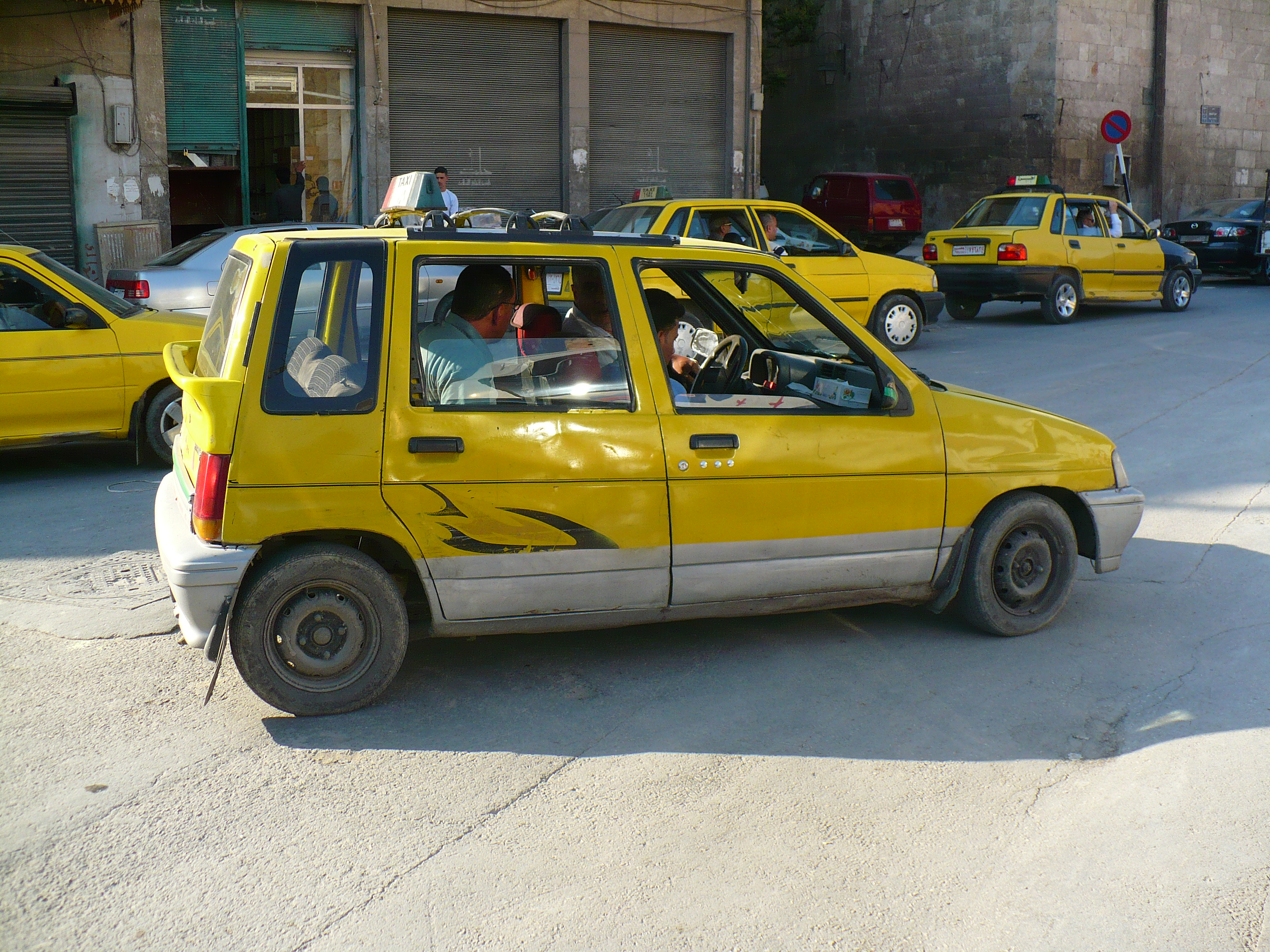
Daewoo Tico jako taksówka w Syrii

Produkcję Daewoo Tico w Korei Południowej rozpoczęto w 1991 jako licencyjna wersja japońskiego Suzuki Alto, oferowanego równolegle od 1988. Pojazd charakteryzował się 5-drzwiowym nadwoziem, wyróżniając się na tle trzydrzwiowych samochodów konkurencyjnych, takich jak np. Fiat Cinquecento. Tico charakteryzowało się również stosunkowo bogatym wyposażeniem standardowym – topowe wersje posiadały centralny zamek, elektrycznie sterowane szyby przednie i radioodtwarzacz. Do wad Tico zaliczano niski poziom bezpieczeństwa.
Nadwozie charakteryzowało się znaczną sztywnością. W celu podniesienia bezpieczeństwa w drzwiach przednich zastosowano wzmocnienia. Podczas przeprowadzanych testów wysoko oceniono niezawodność układu hamulcowego. Przednie koła wyposażono w hamulce tarczowe, a tylne w bębnowe. Promień zawracania wynosił 4,4 m.
Pojemność bagażnika wynosiła 120 l, lecz po złożeniu tylnego siedzenia można ją było zwiększyć do 450 l. Zaletą był szeroki tylny otwór, który ułatwiał załadunek. Ładowność Tico wynosiła 375 kg, masa całkowita 1015 kg.
Tico było sprzedawane w wielu państwach świata, w tym także w krajach Ameryki Łacińskiej, gdzie występowało pod nazwą Daewoo Fino.

### Polska
Rynkowy debiut Tico w Polsce miał miejsce w czerwcu 1993. Do 1995 import i sprzedaż prowadziła firma Ticar z Warszawy, działającą w ramach holdingu Polmot. Do Polski sprowadzano samochody w wersjach wyposażenia: PM, SR, SX, DX oraz DX Automatic. W pierwszym roku sprzedaży klientów znalazło 1471 egzemplarzy, co zapewniło mu 0,6% udziału w rynku.
Prawdziwy „boom” na ten niewielki i dynamiczny samochód rozpoczął się jednak w 1996, kiedy to Daewoo-FSO zajęło się jego dystrybucją, a w późniejszym czasie montażem w systemie SKD po przejęciu fabryki FSO na warszawskim Żeraniu.
Wiosną 2001 oficjalnie zakończył się montaż Tico w Daewoo-FSO, gdzie powstało 126 369 egzemplarzy. W latach 1993–2001 do klientów trafiły 151 303 Tico, dzięki czemu model ten był najlepiej sprzedającym się samochodem marki Daewoo w Polsce.

### Lifting
W 1998 wprowadzono na rynek model po liftingu (SX-DLX), który w wersji podstawowej posiadał lakierowane zderzaki oraz wlot powietrza, przyciemniane szyby, zegarek elektroniczny, tylny spojler, elektrycznie opuszczane szyby przednie, centralny zamek, dodatkową instalację car audio z dwoma głośnikami umieszczonymi w tylnej półce oraz szersze opony (155/70 R12).

### Koniec produkcji i następca
Produkcję Tico w Korei Południowej zakończono w marcu 2001. W latach 1998–2001 samochód produkowano w Krajowej w Rumunii, a w latach 1996–2001 w Asace w Uzbekistanie. Jego następcą rynkowym został Daewoo Matiz, który odziedziczył po Tico silnik i wiele innych elementów konstrukcji.

### Dane techniczne
- Podwozie[1]
  - Hamulce przód/tył: tarczowe/bębnowe
  - Ogumienie: 135/80 R12, 155/70 R12
- Wymiary[1]
  - Rozstaw kół przód: 1220 mm
  - Rozstaw kół tył: 1200 mm
- Dane użytkowe[1]
  - Minimalny promień zawracania: 4,4 m
  - Spalanie cykl mieszany – 6,2 l

### Silniki
| Wersja   | Silnik:                       | Układ zasilania: | Średnica × skok tłoka: | St. sprężania: | Moc maksymalna:                  | Maks. moment obrotowy     | 0–100 km/h:(z Aut.) | V-max: (z Aut.) |
| -------- | ----------------------------- | ---------------- | ---------------------- | -------------- | -------------------------------- | ------------------------- | ------------------- | --------------- |
| 0.8 SOHC | R3 0,8 l (796 cm³), SOHC, F8C | gaźnik           | 68,5 × 72,0 mm         | 9,3            | 41 KM (30 kW) przy 5500 obr./min | 60 N·m przy 2500 obr./min | 17 (25) s           | 143 (135) km/h  |

### Sprzedaż w Polsce
| Rok  | Pozycja | Sprzedaż | Udział w rynku |
| ---- | ------- | -------- | -------------- |
| 1997 | 4       | 42 236   | 8,8%           |
| 1998 | 1       | 48 566   | 9,4%           |
| 1999 | 7       | 27 027   | 4,2%           |